# Eucoptocnemis obvia
Eucoptocnemis obvia är en fjärilsart som beskrevs av Walker 1858. Eucoptocnemis obvia ingår i släktet Eucoptocnemis och familjen nattflyn. Inga underarter finns listade i Catalogue of Life.